# Vöhringen (Baden-Württemberg)
Vöhringen è un comune tedesco di 4 483 abitanti, situato nel land del Baden-Württemberg.